# NRJ 12
NRJ 12 è stato un canale televisivo francese edito dal gruppo NRJ Group.
Le trasmissioni di NRJ 12 sono iniziate il 31 marzo 2005.

## Programmi

### Talk show
- Bienvenue chez Cauet
- Vous êtes en direct

### Serie TV
- American Dad!
- Futurama
- Stargate SG-1

## Diffusione
NRJ 12 è diffusa in chiaro sulla tv digitale terrestre francese al numero 12, mentre la copertura satellitare è garantita dal suo posizionamento su Hotbird, Atlantic Bird 3 e Astra. È inserito anche nell'offerta di CanalSat al numero 62, invece Numericable posiziona il canale al numero 12.